# Damot
Per l'antic regne vegeu D'mt
Damot fou un regne medieval en el que avui dia és Etiòpia al llarg del riu Abay, veí de l'imperi etiòpic. Originalment situat a les terres al sud del riu Abay i a l'oest del riu Muger sota la pressió dels guerrers oromos els governants es van veure forçats a traslladar-se al nord del riu Abay al sud de Gojjam entre 1574 i 1606.
És esmentat per primer cop a la Gadla o hagiografia del sant del segle xiii Tekle Haymanot, que diu que el regne de Damot estava governat per un personatge de nom Motalame, que tenia el seu palau a un lloc anomenat Malbarde, i el territori del qual s'estenia a l'est al darrere del Murger fins al riu Jamma. El mateix nom es dona al governant de Damot en el regnat de l'emperador Amda Seyon I el que fa pensar que "motalame" podria ser un títol.